# The Dreaming Room
The Dreaming Room è il secondo album in studio della cantautrice britannica Laura Mvula, pubblicato nel 2016.

## Tracce
1. Who I Am – 1:18
2. Overcome (feat. Nile Rodgers) – 3:11
3. Bread – 3:22
4. Lucky Man – 2:52
5. Let Me Fall – 3:40
6. Kiss My Feet – 3:43
7. Show Me Love – 6:03
8. Renaissance Moon – 0:45
9. Angel – 3:41
10. People (feat. Wretch 32) – 3:47
11. Nan – 1:11
12. Phenomenal Woman – 2:44